# Пилкохвіст сосновий
Пилкохвіст сосновий (Barbitistes constrictus) — комаха з родини Коники справжні (Tettigoniidae).

## Морфологія
Це комахи із строкатим рудувато-зеленим забарвленням верхньої частини тіла та чорним черевцем. Надкрила вкорочені; у самця — руді, у самиці — зелені, з жовтою облямівкою зовні. По низу задніх стегон проходить жовта смужка. Довжина тіла самця 14—16 мм, самиці 16—20 мм (яйцеклад 9—11 мм). Самиця відкладає по 2—3 яйця в сухий пісок або лісову підстилку. З яєць на початку травня з'являються личинки.

## Поширення
Цей вид поширений в Європі, в ареалі зростання сосни звичайної приблизно до 560 пн.ш.

## Екологія
Пошкоджує кору, хвою та верхівкові бруньки молодих гілок сосни; особливо шкодять личинки, підгризаючи хвою біля основи. Вона швидко засихає та опадає.